# Donna nuda con cane
La Donna nuda con cane (Femme nue au chien) è un quadro dipinto dal pittore francese Gustave Courbet nel 1861-1862 circa. Esposta al pubblico nel 1868, l'opera è conservata al museo d'Orsay, a Parigi.

## Descrizione
Di formato orizzontale, quest'olio su tela ritrae una giovane donna nuda seduta davanti a un paesaggio naturale che si china per dare un bacio a un cagnolino bianco. Si presume che la modella sia stata Léontine Renaude, l'allora amante dell'artista. L'affetto da lei mostrato per l'animale (che si chiamava Bubus) altro non è che una metafora per indicare l'amore che legava la donna al pittore. La tela ritrae un nudo femminile più "galante" rispetto a quelli che Courbet aveva esposto in passato al Salone di Parigi, come Le bagnanti del 1853, un'opera criticata aspramente per il realismo dei corpi delle due donne, molto diverso dai canoni di bellezza che venivano seguiti dalla pittura accademica.